# Lausanne-i békeszerződés

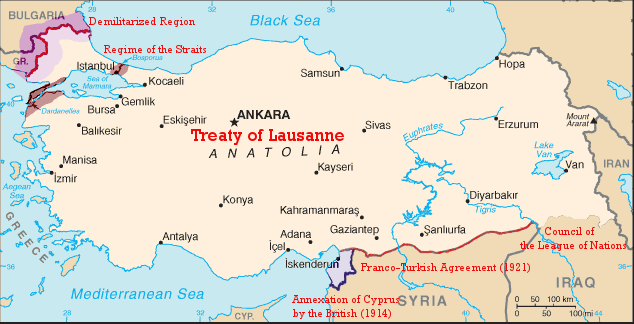
Törökország határai a Lausanne-i békeszerződés alapján

A lausanne-i békeszerződést 1923. július 24-én írta alá Törökország és az első világháborúban győztes antanthatalmak a svájci Lausanne-ban, az 1920-as sèvres-i békeszerződés revíziójaként. Ezt a revíziót a törökök az 1919–1923 között vívott török függetlenségi háború során harcolták ki. A török oldalról a tárgyalásokat İsmet İnönü, a későbbi miniszterelnök vezette.
Az új szerződés értelmében Törökország – 1922. november 1. előtt Oszmán Birodalom, majd kalifátus, 1923. október 27. után Török Köztársaság – megtarthatta Anatóliát, a kurd és örmény területekkel együtt (mindkét nemzetnek korábban függetlenséget ígértek a nyugati hatalmak), ellenőrzése alá vehette a Boszporuszt és a nyugati hatalmak fegyveres erőinek ki kellett vonulniuk az ország területéről. Törökország elveszítette Irakot, Szíriát és Ciprust, megtarthatta viszont Kelet-Trákiát, Isztambult és Szmirnát. Eltörölték a kapitulációkat (a nyugati hatalmak számára kereskedelmi és egyéb előjogokat biztosító szerződéseket) és egyezmény született Görögországgal a lakosságcseréről, aminek következtében néhány hónappal később szinte az összes görög lakos elhagyta Anatóliát. Norman M. Naimark, a Harvard Egyetem professzora szerint az áttelepítésre szánt népesség nagyobb részét már 1923 előtt elűzték, ennek során a kisebbségekhez tartozó több embert meggyilkoltak.
A békeszerződést több kritika is érte, elsősorban Anglia és az Egyesült Államok részéről. George Curzon brit külügyminiszter azon a véleményen volt, hogy „a lausanne-i szerződés keresztbe-kasul rossz megoldás, amely miatt a világnak a következő száz évben még súlyos jóvátételt kell fizetnie.” James W. Gerard, Németország volt amerikai nagykövete szerint „Lausanne-ban feláldozták a keresztény civilizációt az olaj-spekulátorok érdekeinek oltárán;” véleményét magas rangú harvardi és columbiai professzorok is osztották. Más egyetemek történészei és magas pozíciót betöltő állami hivatalnokok viszont védelmükbe vették a békeszerződést.